# エヴァ・ザイゼル

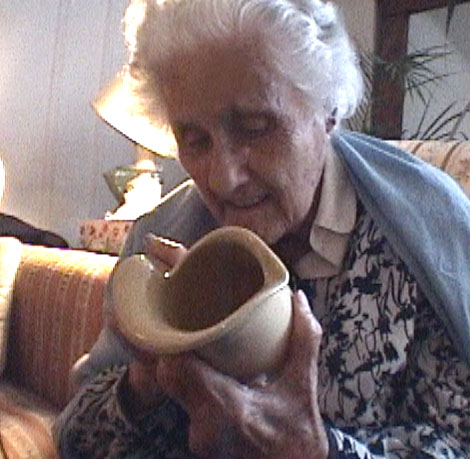
エヴァ・ザイゼル (2001年撮影)

エヴァ・ザイゼル (Eva Striker-Zeisel, 1906年11月13日 – 2011年12月30日) は、ハンガリー生まれのアメリカのインダストリアル・デザイナー。 優美な曲線を持つ陶磁器などの日用品のデザインで知られる。 1920年代から1930年代にはドイツ、ソ連などでも活躍したが、後にソ連でいわれなく捕らえられることになった。 渡米後はニューヨークを拠点に100歳を超える最晩年まで現役で活躍した。 姓はゼイセルとも書かれる。

## 生涯
織物工場を経営していたアレクサンダー・シュトリカー (Alexander Striker) を父、幼稚園を運営していたラウラ・ポラーニ＝シュトリカーを母としてブダペストに生まれた。 母方のポラーニ（ポランニー）家は学者一家として知られ、叔父に著名な経済人類学者のカール・ポランニーと科学哲学者のマイケル・ポランニーの兄弟がいる。母ラウラもまたブダペスト大学で最初に博士号を得た女性であった。
中等教育を修了した1923年、17歳のエヴァは絵画を学ぶためハンガリー王立芸術アカデミー（現ハンガリー芸術大学）に入学したが、手に職をつけるようにとの母親の説得によって、翌年には陶芸家となるため製陶場へと通った。徒弟制度に従い6か月間の修行の後、ゲゼレ (de:Geselle, en:journeyman, 職人) の資格を得て、陶芸家・瓦職人・かまど職人・煙突掃除人などから成っていたブダペストのギルドの初の女性職人となった。ブダペストの陶器工場のデザイン部で働き、エヴァが手がけた食器は成功を収めた。1926年、彼女の作品はフィラデルフィアで行われたアメリカ建国150周年記念博覧会 (Sesquicentennial Exposition) に出品され佳作となっている。しかし、工場の主力商品は便器であり、エヴァは食器よりも便器の生産に注力するように通達を受けたため、工場を去った。1927年からは、ブダペスト、ハンブルク、シュランベルク の工房でデザイナーとして働き、動物や幾何学模様をモチーフに優美な曲線を持つ食器などをデザインした。
1930年にはベルリンに移り、タウエンツィーン通り (Tauentzienstraße) に自身の大きなスタジオを借りた。 この当時、世界恐慌の波及によってドイツは経済状態が悪化し、ヴァイマル共和政の弱体化とともにナチスが徐々に勢力を伸ばしてきていた。 一方で、社会主義に代表される社会改革思想とともに、バウハウスのような合理主義・機能主義的芸術が脚光を浴び、大量生産を前提としたインダストリアル（工業）デザインが注目を集めるようになっていた。 エヴァ自身も自らを芸術家ではなく、「役に立つもの」を作るインダストリアル・デザイナーであるとみなした。
エヴァのスタジオは、芸術家達の集う場所として知られたロマーニシェス・カフェ (Romanisches Café) に近く、ベルリンの陶芸家をはじめ作家、芸術家、政治活動家、科学者の集う場所として賑わった。 叔父のマイケル・ポランニーは、ここでレフ・ランダウやエルヴィン・シュレーディンガー、レオ・シラードといった科学者と語らい、また、当時は売れない劇作家で新聞記者として働いていたアーサー・ケストラーや、作家で心理学者のマネス・シュペルバー (Manès Sperber)、法律家のハンス・ザイゼル (Hans Zeisel) もエヴァのスタジオで行われたパーティーに通った。このうちケストラーは、元々エヴァの母ラウラの前衛的な幼稚園に通っていた園児でもあり、このころ一時エヴァの恋人でもあった。
1932年に、エヴァはポーランド生まれの物理学者でオーストリア共産党員であったアレクサンダー・ヴァイスベルク＝ツィブルスキ（アレックス・ヴァイスベルク、Alexander Weissberg-Cybulski）と婚約し、アレックスやエヴァの兄弟とともに訪問客としてソ連ウクライナのハルキウ（ハリコフ）に渡った。 ソ連では、ウクライナの工房を経て、レニングラード（現サンクト・ペテルブルク）の著名なロモノソフ磁器工房 (Ломоносовский фарфоровый завод) で大量生産用の食器などをデザインした。 1933年にヴァイスベルクと結婚し、翌年、モスクワ近郊のドゥリョーヴォ磁器工房 (Дулёвский фарфоровый завод, Dulevo [Dulyovo] Porcelain Factory) で実験デザイン部の創設者として、食器をはじめとする多くのデザインを行った。 さらにその翌年には、モロトフ外相夫人のポリーナ・ジェムチュージナ (Полина Жемчужина, Polina Zhemchuzhina) を長とするモスクワの磁器ガラス工場で美術ディレクターを務めた。
スターリン体制下のソ連でのこうした活動は、大粛清が始まるとともに終ることになった。 粛清の矛先はソ連に協力的であった外国人にも等しく向けられており、1936年5月、エヴァの部屋から拳銃が発見されたことから、エヴァはスターリンの暗殺計画に加担したという架空の容疑で逮捕された。 この拳銃はエヴァの部屋の前居者であった友人が隠していたままにしたものだった。 偽りの供述調書に署名をさせられたときには自殺を試み、女性看守にすんでの所で助けられている。 母ラウラは、ソ連の著名な物理学者であるピョートル・カピッツァなどエヴァの知り合いであった著名な学者らから彼女の無実を主張する供述書を集めてまわりソ連へ届けている。 こうしたラウラの努力によりエヴァは15か月後に釈放され、ソ連を出国してウイーンに渡った。
夫のアレックス・ヴァイスベルクも逮捕されていたが、釈放されたエヴァは、代理人を介してヴァイスベルクと離婚している。 ヴァイスベルクの釈放への嘆願には、アインシュタインも協力したものの功を奏することなく、1939年の独ソ不可侵条約締結後に身柄がナチスへと引き渡された。 危うく収容所へと送られるところをポーランドの地下組織によって救出され、独ソ戦開始前にスウェーデンに脱出した。 エヴァの体験談は、大粛清を題材としたケストラーの小説『真昼の暗黒』に影響を与えた。 また、ヴァイスベルクも後にソ連の大粛清を告発した『被告』を出版した。 これらの著作はいずれも大粛清の実態を西側へと知らしめた最早期のものとなった。

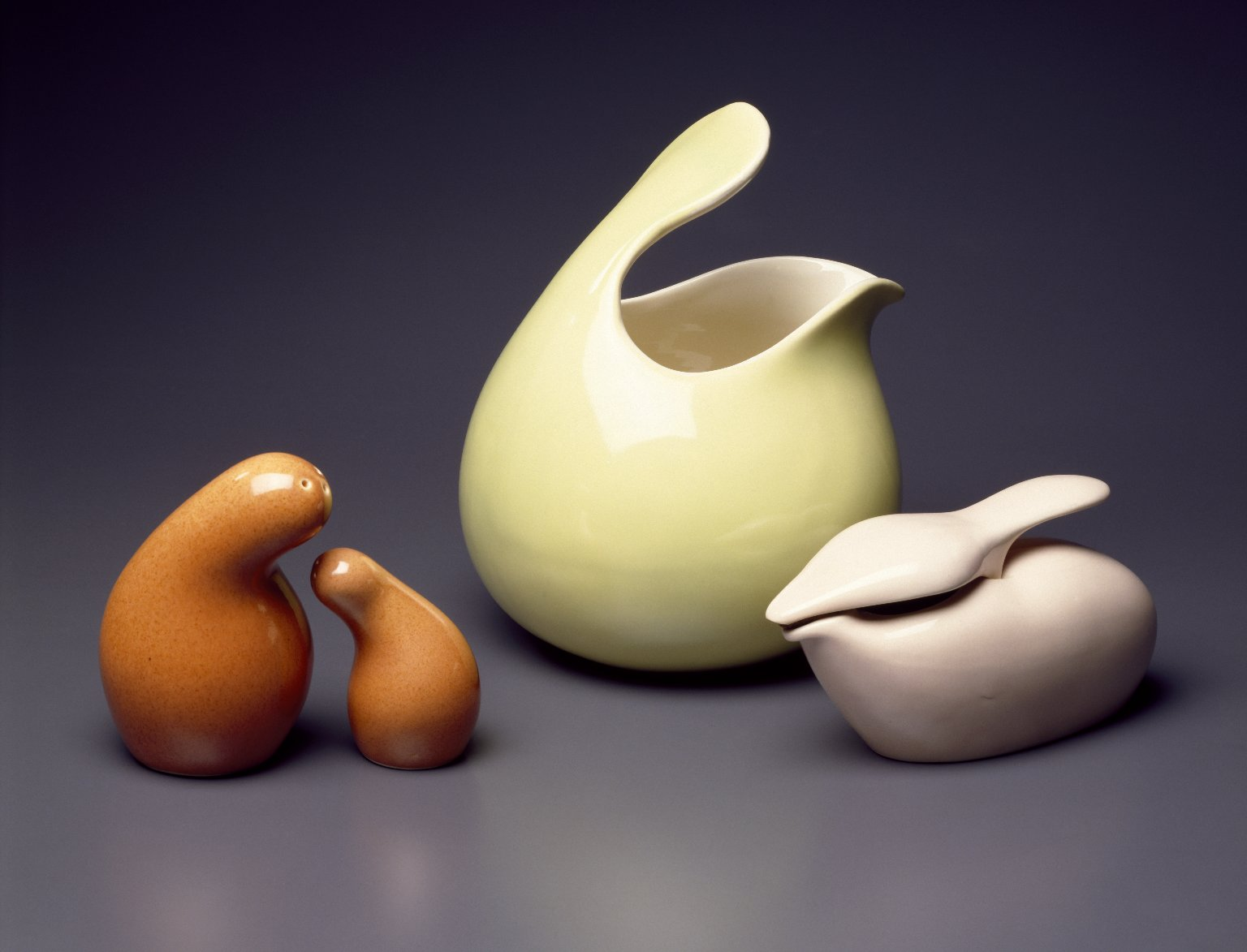
レッドウィング陶器のためにザイゼルが1940年代にデザインした「タウン・アンド・カントリー」ディナーセット。ブルックリン美術館所蔵。

1938年3月12日、アンシュルス（オーストリア併合）の当日にナチスを逃れてスイスへと渡り、亡命したイギリスでハンス・ザイゼルと再婚した。その後、2人はほとんど無一文のままアメリカへと渡った。 以降、ニューヨーク、アッパー・ウェスト・サイドを拠点にデザイナーとしての活動を続け、また美術学校プラット・インスティテュートで教鞭を取った。 ハンスは後にシカゴ大学の法学者・統計学者となり、1953年から1974にシカゴ大学ロースクールに勤めた。
1940年代初頭には、ニューヨーク近代美術館が磁器のデザインをエヴァに依頼するようになった。ペンギンやアヒル、ニレの葉といった動物や自然の造型を抽象化した彼女の作品はアメリカでも人気を集め、1946年、ニューヨーク近代美術館がザイゼルの展示会を開催した。これは同館における初の女性芸術家の個展だった。展示会を皮切りに、ミネソタのレッドウィング陶器 (Red Wing Pottery) 、オハイオのホール・チャイナ (The Hall China Company) などの陶磁器会社が彼女のデザインによる陶器シリーズを販売した。 日本では1960年代にノリタケ、ニッコーがザイゼルがデザインした製品を販売している。
エヴァとハンスの間には娘のジェーンと息子のジョンが生まれた。育児などのため一時休養した後、1980年代には活動を再開し、2000年には、ソ連崩壊後のロシアに招かれ、再びサンクト・ペテルブルクのロモノソフ磁器工房（現、帝国磁器工房）のためにティーセットをデザインするなどした。 100歳を越えるまで現役のデザイナーとしての活動を続けたが、2011年、105歳で没した。

## 映画
- “Throwing Curves: Eva Zeisel” — 2002年のドキュメンタリー映画。(IMDb)

## 関連文献
- Zeisel, Eva (2019). Eva Zeisel: A Soviet Prison Memoirs. Jean Richards & Brent C. Brolin (compiled & edited) (2nd ed.). Brent C. Brolin. Apple Books id1450294716（資料・音声・映像等を含む）; pbk. ISBN 978-1-7336467-2-7; Kindle ISBN 978-1-7336467-1-0.